# Gut Leidenhausen

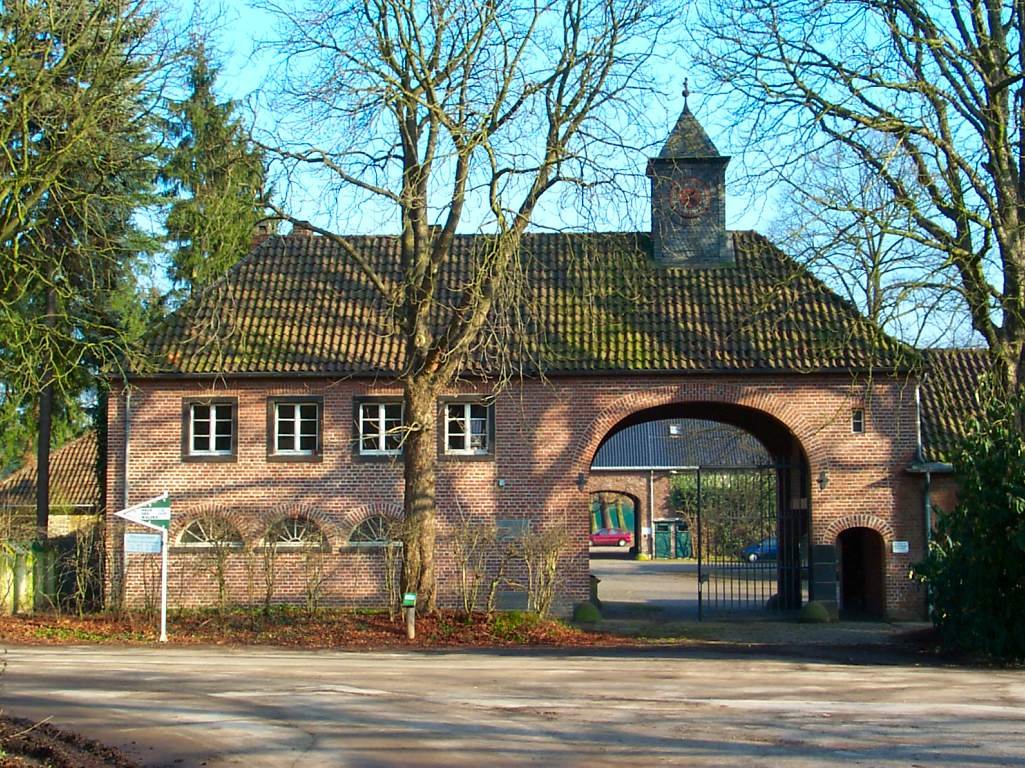
Gut Leidenhausen (2006)

Gut Leidenhausen ist ein ehemaliger wasserumwehrter Rittersitz im heutigen Kölner Stadtteil Eil. Es befindet sich am westlichen Rand der Wahner Heide, angrenzend zum Königsforst.

## Geschichte
Seit dem 14. Jahrhundert ging der ehemals wasserumwehrte Rittersitz (erste urkundliche Erwähnung 1329) durch die Hände mehrerer adliger Familien. Der Name „Leidenhausen“ ist ein Ortsname. Er geht auf das 7. bis 9. Jahrhundert zurück und bedeutet „die Siedlung oder der Hof eines Besitzers namens Leido“. Der heutige Gebäudekomplex erhielt seine Gestalt im Wesentlichen in der Zeit der Freiherrn von Hatzfeld im 16. und 17. Jahrhundert, sowie der Freiherren von Weichs und der Grafen von Mirbach-Harff im 18. und  19. Jahrhundert. Das Gut Leidenhausen war bis 1803 auch das Verwaltungszentrum für den gesamten Raum zwischen Bergisch Gladbach und Siegburg.
Nach der Enteignung der östlich des Mauspfades gelegenen Wälder und deren Angliederung an den Truppenübungsplatz verkaufte Theodor v. Mirbach-Harff Leidenhausen an Ferdinand Mülhens Senior, der aus dem Gutshof einen Wirtschaftshof für das Gestüt Röttgen machte. Baulücken wurden um 1920 bzw. 1930 mit Stallungen und Scheunen gefüllt, sodass der Hof seine heutige geschlossene Form mit dem charakteristischen Torbogen erhielt. 1963 erwarb die Stadt Köln das Gut. Das Gut Leidenhausen war bis 1964 ein großer Bauernhof. 1982 wurde im östlichen Scheunentrakt das Naturmuseum „Haus des Waldes“ eingerichtet, dessen museumspädagogischen Raum die Waldschule der Schutzgemeinschaft Deutscher Wald nutzt.
Seit dem 1. Juli 1980 ist die Hofanlage in die Denkmalliste der Stadt Köln eingetragen.

## Umweltbildungszentrum
Seit dem 1. Juli 2018 ist das Gut Leidenhausen offiziell Umweltbildungszentrum der Stadt Köln. Das vom Rat der Stadt Köln in den Jahren 2018 bis 2021 mit jährlich 220.700 € geförderte Umweltbildungszentrum ist Teil des Umweltbildungskonzepts der Stadt. Ziel dieses Konzeptes ist, Angebote für Kinder, Jugendliche und Erwachsene zur Umweltbildung und Vermittlung von Naturerfahrungen auszuweiten. Die Arbeit des Umweltbildungszentrums soll dabei in enger Kooperation mit den bereits vor Ort tätigen Initiativen erfolgen. Die Nutzung der räumlichen und inhaltlichen Ressourcen hat das Ziel, ein umfangreiches und kostenfreies Angebot für alle Bevölkerungsschichten im Bereich Umweltbildung anzubieten.